# Canton de Clermont-Ferrand-4
Le canton de Clermont-Ferrand-4 est une circonscription électorale française du département du Puy-de-Dôme.

## Histoire
Un nouveau découpage territorial du Puy-de-Dôme entre en vigueur à l'occasion des élections départementales de 2015. Il est défini par le décret du 21 février 2014, en application des lois du 17 mai 2013 (loi organique 2013-402 et loi 2013-403). Les conseillers départementaux sont, à compter de ces élections, élus au scrutin majoritaire binominal mixte. Les électeurs de chaque canton élisent au Conseil départemental, nouvelle appellation du Conseil général, deux membres de sexe différent, qui se présentent en binôme de candidats. Les conseillers départementaux sont élus pour 6 ans au scrutin binominal majoritaire à deux tours, l'accès au second tour nécessitant 12,5 % des inscrits au 1er tour. En outre la totalité des conseillers départementaux est renouvelée. Ce nouveau mode de scrutin nécessite un redécoupage des cantons dont le nombre est divisé par deux avec arrondi à l'unité impaire supérieure si ce nombre n'est pas entier impair, assorti de conditions de seuils minimaux. Dans le Puy-de-Dôme, le nombre de cantons passe ainsi de 61 à 31.
Le canton de Clermont-Ferrand-4 est formé d'une fraction de la commune de Clermont-Ferrand. Il est entièrement inclus dans l'arrondissement de Clermont-Ferrand. Le bureau centralisateur est situé à Clermont-Ferrand.

## Représentation
| Période élective | Période élective | Mandat | Mandat   | Identité        | Nuance | Nuance | Qualité |
| ---------------- | ---------------- | ------ | -------- | --------------- | ------ | ------ | --- |
| 2015             | 2021             | 2015   | 2021     | Damien Baldy    |        | PS     | Attaché parlementaire de Christine Pirès-Beaune |
| 2015             | 2021             | 2015   | 2021     | Dominique Briat |        | PS     | Inspectrice des impôts et enseignante Ancienne conseillère générale du canton de Clermont-Ferrand-Sud-Ouest (2011-2015) 10e vice-présidente chargée de la culture, du sport et de la vie associative, des politiques culturelles et sportives, des archives départementales, de la médiathèque départementale, DALD, de l'archéologie et du patrimoine, conseillère municipale de Clermont-Ferrand |
| 2021             | 2028             | 2021   | en cours | Damien Baldy    |        | PS     | Conseiller sortant |
| 2021             | 2028             | 2021   | en cours | Dominique Briat |        | PS     | Conseillère sortante |

### Résultats détaillés

#### Élections de mars 2015
À l'issue du 1er tour des élections départementales de 2015, deux binômes sont en ballottage : Damien Baldy et Dominique Briat (Union de la Gauche, 35,6 %) et Jean-Pierre Brenas et Blandine Vinagre-Rocca (Union de la Droite, 35 %). Le taux de participation est de 48,67 % (4 875 votants sur 10 017 inscrits) contre 52,8 % au niveau départemental et 50,17 % au niveau national.
Au second tour, Damien Baldy et Dominique Briat (Union de la Gauche) sont élus avec 52,86 % des suffrages exprimés et un taux de participation de 47,37 % (2 362 voix pour 4 745 votants et 10 017 inscrits).

#### Élections de juin 2021
Le premier tour des élections départementales de 2021 est marqué par un très faible taux de participation (33,26 % au niveau national). Dans le canton de Clermont-Ferrand-4, ce taux de participation est de 31,94 % (3 198 votants sur 10 014 inscrits) contre 36,11 % au niveau départemental. À l'issue de ce premier tour, deux binômes sont en ballottage : Damien Baldy et Dominique Briat (Union à gauche avec des écologistes, 31,06 %) et Géraldine Bastien et Florian Chabaneau (LR, 19,49 %).
Le second tour des élections est marqué une nouvelle fois par une abstention massive équivalente au premier tour. Les taux de participation sont de 34,36 % au niveau national, 37,4 % dans le département et 32,7 % dans le canton de Clermont-Ferrand-4. Damien Baldy et Dominique Briat (Union à gauche avec des écologistes) sont élus avec 58,49 % des suffrages exprimés (1 808 voix pour 3 275 votants et 10 015 inscrits),,.

## Composition
| Nom                                      | Code Insee | Intercommunalité            | Superficie (km2) | Population (dernière pop. légale)                 | Densité (hab./km2) | Modifier                                    |
| ---------------------------------------- | ---------- | --------------------------- | ---------------- | ------------------------------------------------- | ------------------ | ------------------------------------------- |
| Clermont-Ferrand (bureau centralisateur) | 63113      | Clermont Auvergne Métropole | 42,67            | Fraction : 22 904 (2022) Commune : 147 751 (2022) | 3 463              | modifier les données · modifier les données |
| Canton de Clermont-Ferrand-4             | 6313       |                             |                  | 22 904 (2022)                                     |                    | modifier les données                        |

Le canton de Clermont-Ferrand-4 comprend la partie de la commune de Clermont-Ferrand située au sud de l'axe des voies et limites suivantes : depuis la limite territoriale de la commune de Beaumont, rue Étienne-Dolet, ligne de chemin de fer d'Ussel à Clermont-Ferrand, avenue Léon-Blum, boulevard Côte-Blatin, boulevard La Fayette, cours Sablon, avenue Carnot, rue du Maréchal-Joffre, place Hippolyte-Renoux, rue du Maréchal-de-Lattre-de-Tassigny, rue Saint-Genès, place Royale, place de la Victoire, rue du Terrail, rue des Grands-Jours, rue Philippe-Marcombes, rue Saint-Hérem, place Gilbert-Gaillard, rue Fontgiève, rue Gabriel-Péri, rue Blatin, place de Jaude, place de la Résistance, rue Gonod, boulevard Charles-de-Gaulle, boulevard Pasteur, jusqu'à la limite territoriale de la commune de Chamalières.

## Démographie
En 2022, le canton comptait 22 904 habitants, en évolution de +5,46 % par rapport à 2016 (Puy-de-Dôme : +2,1 %, France hors Mayotte : +2,11 %).
| 2013   | 2018   | 2022   |
| ------ | ------ | ------ |
| 22 022 | 22 149 | 22 904 |